# Pelléas och Mélisande (opera, Debussy)

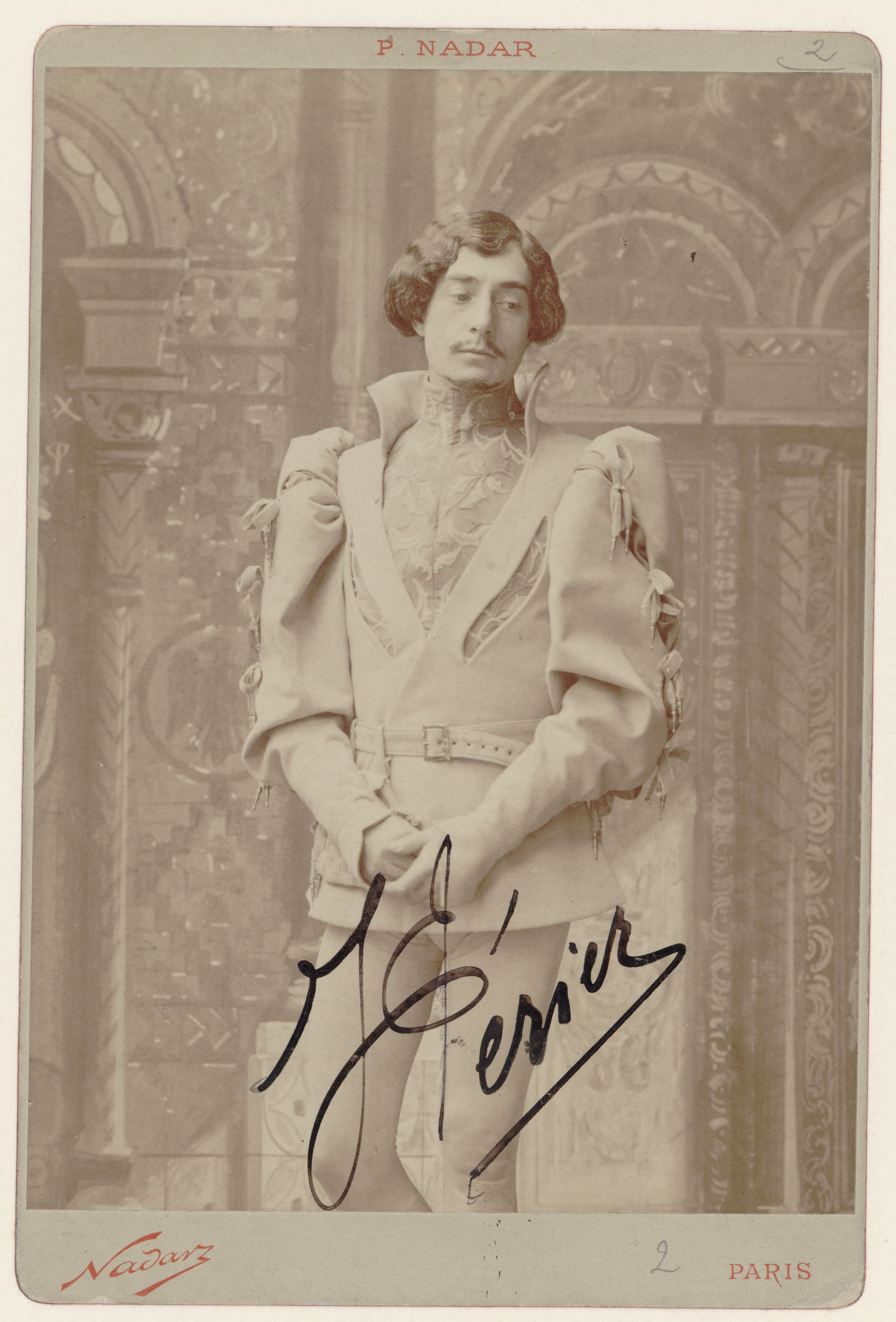
Den franske operasångaren Jean Périer (1869–1954) som Pelléas.

Pelléas och Mélisande (franska: Pelléas et Mélisande) är en fransk opera i fem akter med musik av Claude Debussy från 1902 och skapades på Opéra-Comique i Paris. Librettot skrevs av Maurice Maeterlinck baserat på dennes skådespel Pelléas et Mélisande från 1893.

## Historia
Redan före premiären tillstötte en banal konflikt mellan Debussy och Maeterlinck. Den kvinnliga huvudrollen gavs åt den skotska sopranen Mary Garden istället för till Maeterlincks älskarinna Georgette Leblanc. Maeterlinck tog sin hand från produktionen och skrev ett öppet brev i Le Figaro den 14 april 1902 där han tog avstånd från Debussys opera och önskade att den skulle göra ett grundligt fiasko. Han ansåg den underlig och främmande och protesterade mot de godtyckliga och orimliga nedskärningar som hade gjorts i hans pjäs.
Operan uruppfördes på Opéra-Comique i Paris den 30 april 1902. Trots publikens negativa attityd vid de första föreställningarna höll sig operan kvar på repertoaren. Men Debussy blev så besviken över mottagandet att han aldrig vågade sig på att komponera fler operor.
Den svenska premiären ägde rum på Stockholmsoperan den 18 januari 1926 och den iscensattes åter med premiär den 16 april 1971. 
Den sattes upp på Göteborgsoperan med premiär den 7 februari 2004.

## Om operan
I Pelléas och Mélisande handlar det skenbart om ett enkelt triangeldrama. Men det speciella med berättelsen ligger dolt under ytan. Den äkta maken Golaud är en förnuftig man, som är oförstående inför sin hustru. Pelléas är en man fylld av tvekan, som ständigt vill ge sig av men som ändå stannar kvar. Han hyser barnsligt oskuldsfulla känslor gentemot Mélisande. Först i det sista, dödliga ögonblicket vågar han öppna sig för henne. Den egendomliga gestalten är Mélisande. Ett bortkommet, lekfullt barn, men samtidigt också en femme fatale. Hennes härkomst förblir dunkel och hennes ständiga fruktan är ogrundad. Som ett skimrande ljus lyser hon upp männens dystra liv, men dör sedan oåterkalleligt bort.
Endast sällan får sångstämmorna en rent melodisk kontur, som i sången som Mélisande sjunger när hon kammar sitt hår, men som å andra sidan saknar ackompanjemang. Pelléas roll skrevs för en hög lyrisk baryton, nästan en tenor. Mary Garden sjöng in partiet på grammofon ackompanjerad av Debussy själv.

## Roller
- Arkel – kung av Allemonde (bas)
- Geneviève – Pelléas och Golauds mor (alt)
- Pelléas – kung Arkels sonson (tenor)
- Golaud – kung Arkels sonson (baryton)
- Mélisande – (sopran)
- En läkare –  (bas)
- Yniold – Golauds son (sopran)

## Handling

### Akt I
Scen 1. En skog. Efter att ha gått vilse under jakten stöter Golaud på den gråtande Mélisande. Hon har tappat sin krona i sjön. Golaud vill hämta upp den åt henne men hon håller honom tillbaka, och han blir så betagen av den gåtfulla unga flickan att han tar henne med sig för att gifta sig med henne.
Scen 2. En sal i slottet. Golaud ber halvbrodern Pelléas om ett rekommendationsbrev till kung Arkel. Efter sex månader till sjöss vill han återvända hem med sin nya hustru Mélisande. Hans mor Geneviève får Arkel att lyssna till brevets innehåll. Pelléas vill lämna slottet, eftersom en döende vän har kallat honom till sig. Trots att kung Arkel har tänkt sig en annan hustru för Golaud, som är änkling med en liten son Yniold, ger han sitt medgivande till Golauds val av brud och hans hemfärd. Men han vägrar att låta Pelléas ge sig av.
Scen 3. Utanför slottet. Geneviève gör Mélisande förtrogen med hennes nya hemland. Det förstämda slottet och den dystra parken får henne att rysa. Från de avresande skeppen hörs röster. Mélisande och Pelléas känner sig dragna till varandra.

### Akt II
Scen 1. En brunn i parken. Pelléas leder Mélisande till De blindas brunn, vars vatten lär återge synen. Den får även Pelléas och Melisandes ögon att öppnas för varandra. Mélisande tappar vigselringen i brunnen.
Scen 2. Ett slottsrum. I samma ögonblick som ringen försvinner ner i brunnen, störtar Golaud från sin häst och skadar sig. Mélisande vårdar honom. Han upptäcker då att hon saknar ringen. Hon ljuger och säger sig ha tappat ringen i en grotta. Han sänder bort henne för att söka rätt på kärlekspanten.
Scen 3. En grotta. På Golauds befallning följer Pelléas med Mélisande för att söka efter ringen. Lögnen skapar en mur mellan dem. Runt omkring dem är olyckan förhärskande. I kungariket råder sjukdom och hungersnöd. De stöter på tre utmärglade gamla tiggare och Mélisande flyr förskräckt därifrån.

### Akt III
Scen 1. Ett torn. Mélisande kammar sitt långa, gyllene hår och låter sin längtan komma till uttryck i en sång, vilket får Pelléas att komma till henne. De båda hänger sig åt varandra i en lek av blickar och gester, där Pélleas omsluts av Mélisandes gyllene hår. Golaud ertappar dem och förebrår dem för deras barnsligheter.
Scen 2. Slottets källarvalv. Golaud hotar Pelléas genom att göra honom förtrogen med skräcken inför mörkret och döden.
Scen 3. Terrassen vid källarvalvens utgång. Pelléas som är djupt skakad av dödsångest glädjer sig åt världen och solljuset. Golaud förbjuder Pelléas att i fortsättningen umgås med Mélisande, eftersom hon är havande och inte får bli upprörd.
Scen 4. Utanför slottet. Golaud lyfter upp Yniold, sonen i sitt första äktenskap, mot ett fönster och frågar ut honom vad Mélisande och Pelléas gör i rummet. Yniold gör motstånd. Han fruktar fadern, men inser samtidigt att denne plågas. Golaud får genom sonen reda på allt och inget. Pelléas och Mélisande sitter bara tysta och stirrar på varandra.

### Akt IV
Scen 1. Ett slottsrum. Pelléas ber Mélisande om ett sista avsked i parken.
Scen 2. Ett slottsrum. Arkel försöker trösta Mélisande och försöker vara en ersättare för hennes Pelléas. Men hon blir inte gladare till sinnes. Golaud visar öppet sin svartsjuka och sin vrede, och släpar iväg Mélisande i hennes gyllene hår.
Scen 3. En brunn i parken. Yniold leker i ensamhet. Som vanligt hör han de hemvändande fåren närma sig. Plötsligt tystnar de. Herden hindrar dem från att återvända till fållan, eftersom de skall slaktas. Barnet grips av en föraning om döden. Pelléas tar avsked av Mélisande. För första gången klär de sin böjelse för varandra i ord. Men Golaud har spionerat på dem och rusar fram och dödar Pelléas. Mélisande flyr.

### Akt V
Ett slottsrum. Mélisande föder sitt barn i förtid. Golaud försöker förgäves rättfärdiga brodermordet. För kung Arkel är barnet en garanti för familjens fortlevnad och för livets seger över döden. Mélisande beklagar dottern som måste leva. Själv dör hon.

## Inspelningar (urval)
- Pelléas et Mélisande. Hagley, Archer, Maxwell, Cox, Walker. Welsh National Opera Choir and Orchestra. Boulez, dirigent. DG DVD 073 030-9.
- Pelléas et Mélisande. Ewing, Le Roux, Van Dam, Courtis, Ludwig, Pace, Mazzola. Chor der Wiener Staatsoper. Wiener Philharmoniker. Claudio Abbado, dirigent. DG 435 344-2. 2 cd.[6]